# Jelítko (Nechanice)
Rybník  Jelítko  o rozloze vodní plochy 0,58 ha je lesní rybník nalézající se v lese asi 0,6 km severně od osady Budín v okrese Hradec Králové. Vlastní rybník však leží již v katastrálním území Staré Nechanice.
Jedná se o nebeský rybník bez vlastního přítoku vody závislý na zimních srážkách. Rybník je využíván pro chov ryb

## Galerie

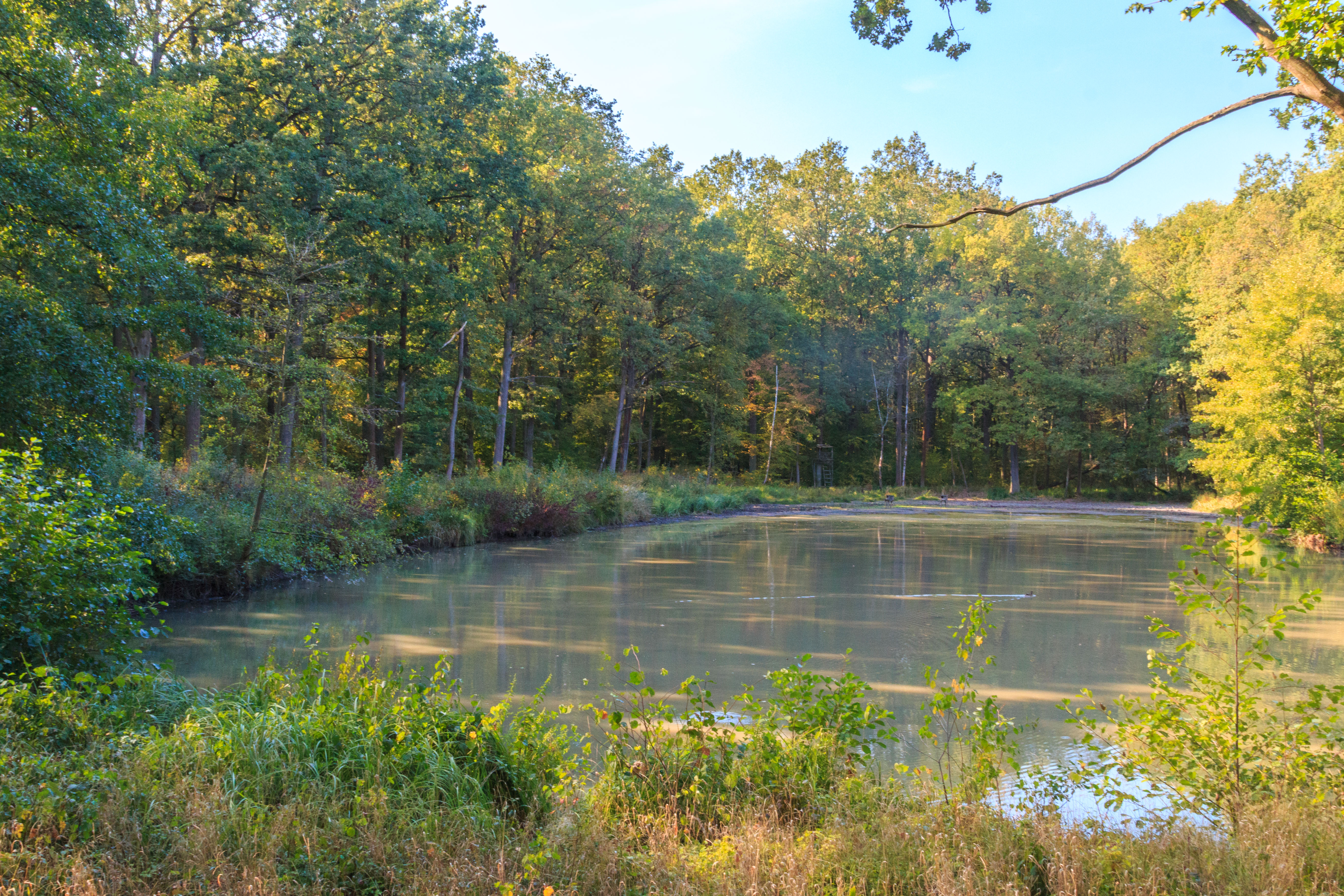
pohled na rybník Jelítko
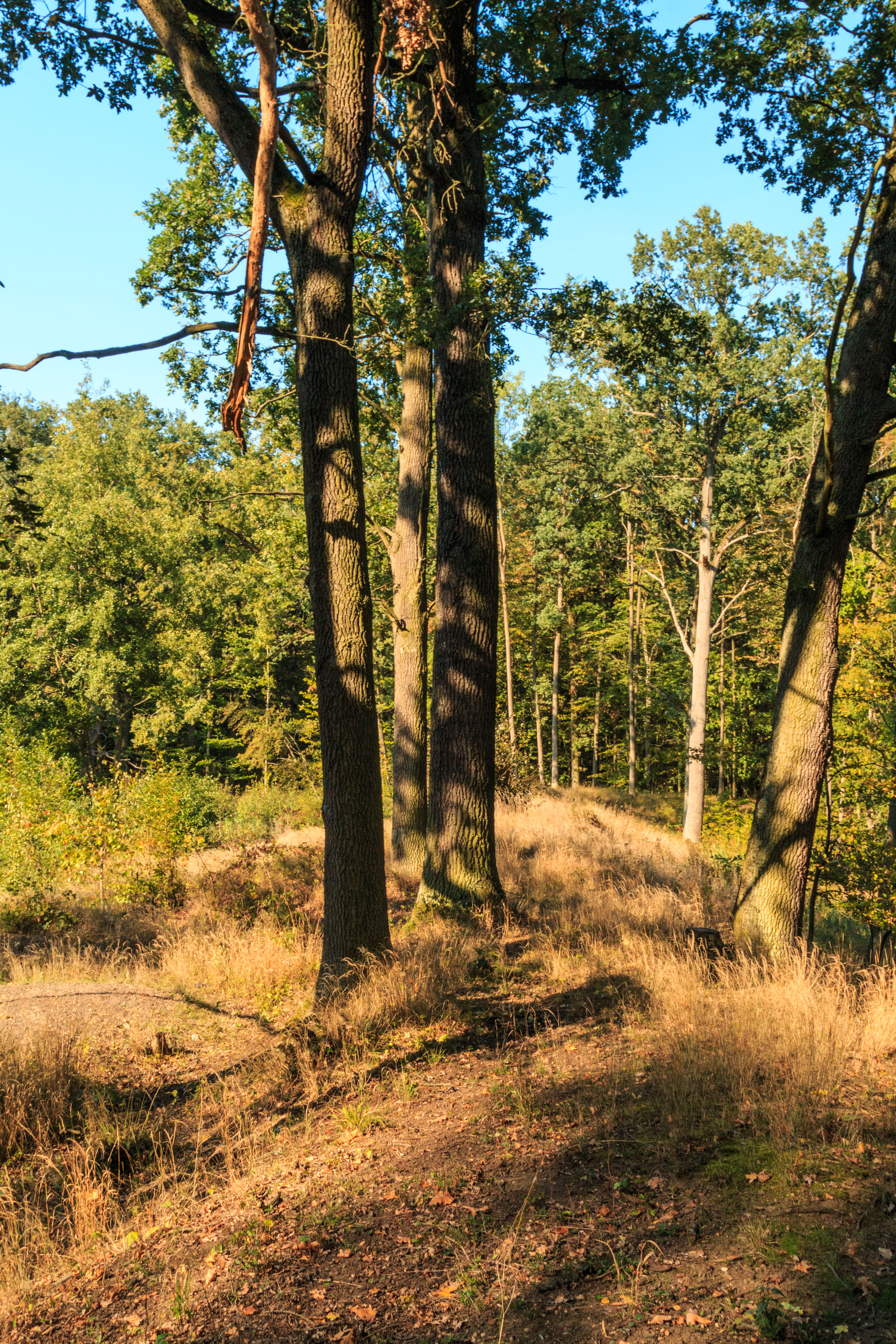
pohled na rybník Jelítko
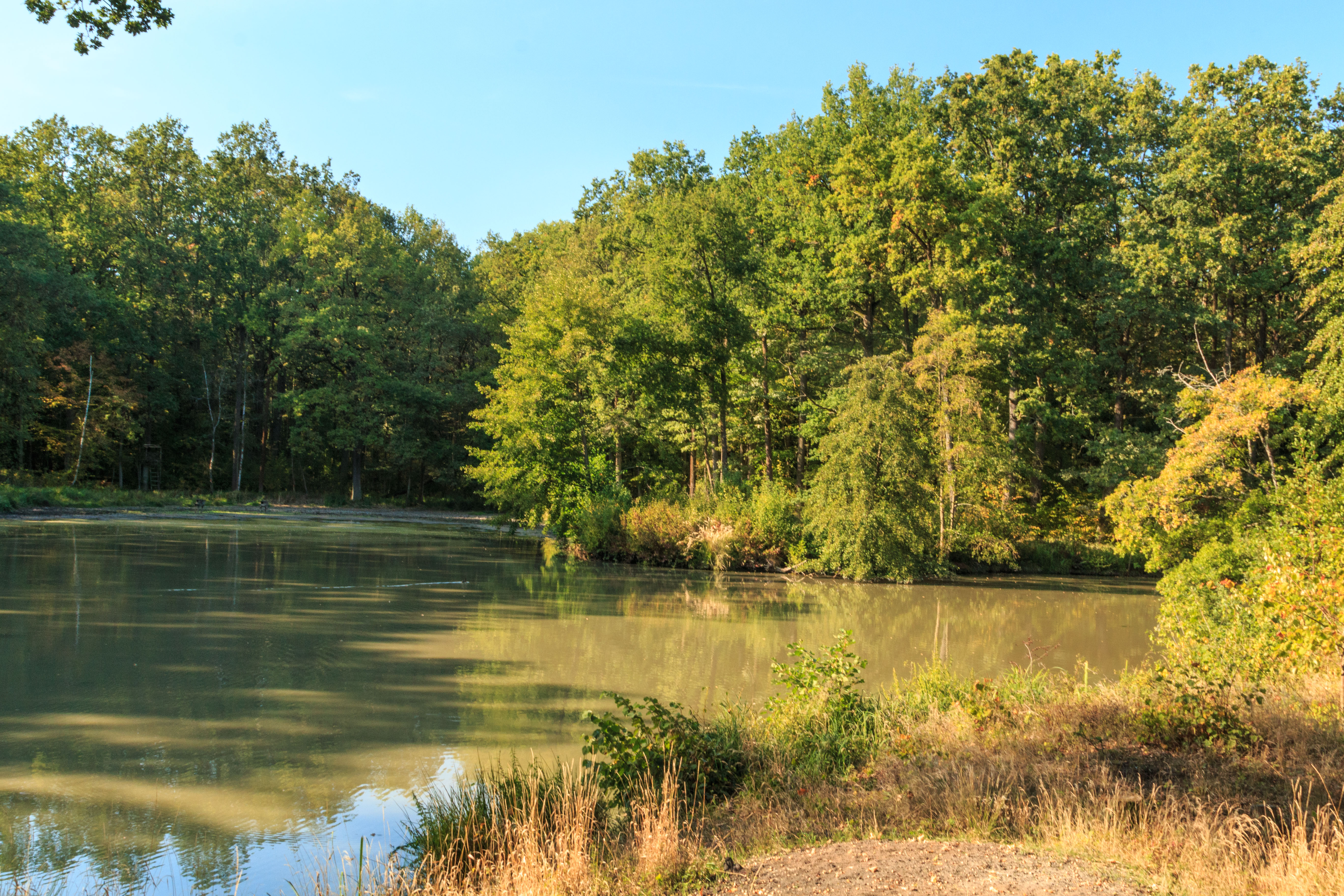
pohled na rybník Jelítko
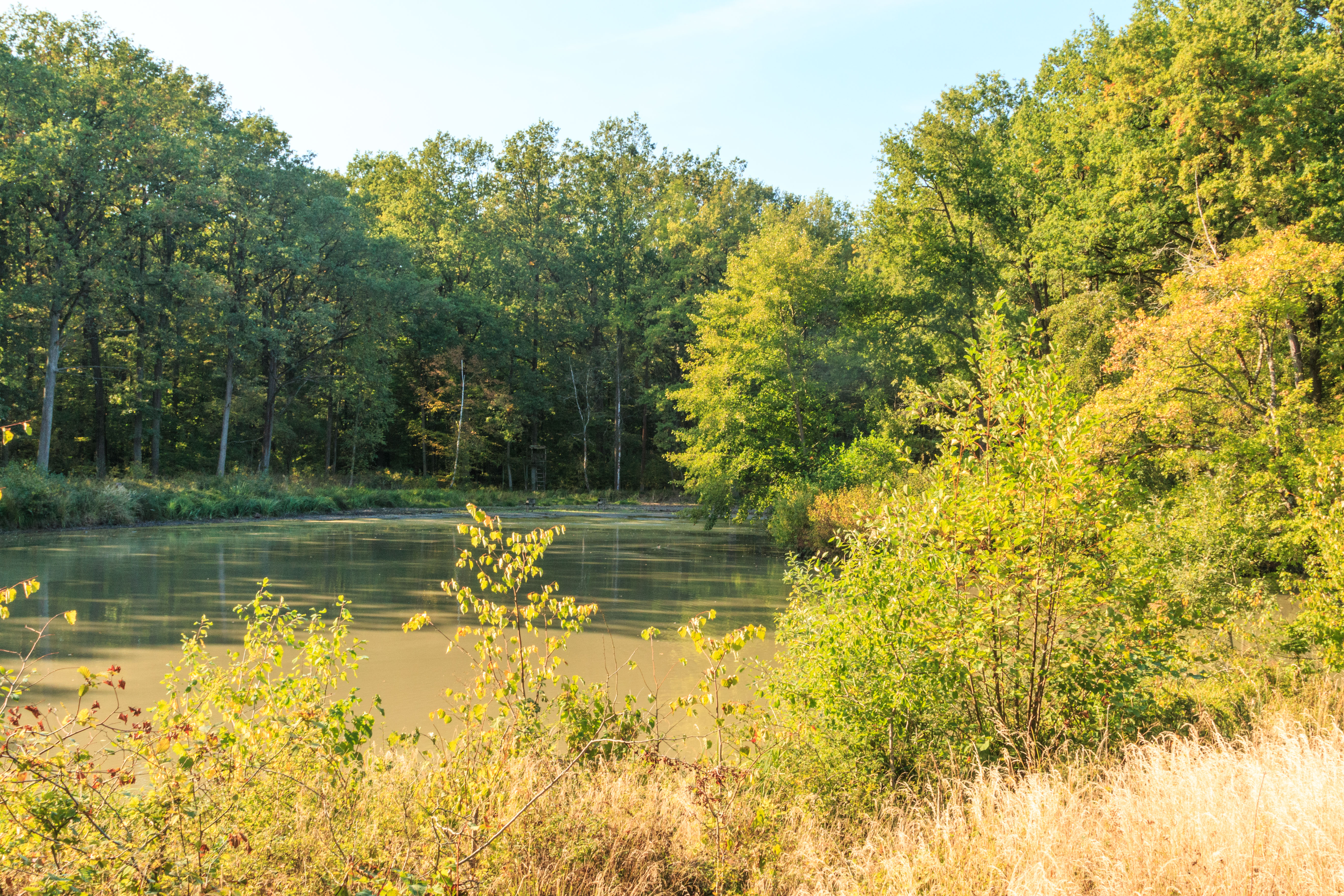
pohled na rybník Jelítko